# Tele2
Tele2 ist ein schwedisches börsennotiertes Telekommunikationsunternehmen, das weitere Tochtergesellschaften im Baltikum unter dem Markennamen Tele2 betreibt. 2023 betrug der Netto-Umsatz des Unternehmens etwa 29,1 Mrd. Schwedische Kronen. Der EBITDA lag 2012 bei rund 11 Mrd. Schwedische Kronen (1,3 Mrd. Euro). Die größte Aktien- und Stimmrechtsinhaberin des Unternehmens ist die schwedische Beteiligungsgesellschaft Kinnevik.

## Dienstleistungen
- Telefongespräche aus dem Festnetz – in 5 Ländern
- Internetzugang – in 4 Ländern
- Mobilfunk – in 9 Ländern
- Kabel-TV & IP-TV – in Schweden, Litauen und den Niederlanden
- IP-Telefonie/VoIP (Parlino) – in 8 Ländern (Mitte 2007 eingestellt)

## Länderspezifische Standorte

Logo bis 2007

### Lettland
Die lettische Tochtergesellschaft Tele2 erzielte 2013 einen Umsatz von 110 Mio. Euro und den Gewinn von 18,519 Mio. Euro.

### Litauen
Die litauische Tochtergesellschaft UAB Tele2 ist eine der größeren Telekommunikationsfirmen in Litauen. 2013 erzielte sie einen Umsatz von 149 Mio. Euro und hatte 1,85 Mio. Kunden.

## Ehemalige Länderstandorte

### Deutschland
Seit der Liberalisierung des Telekommunikationsmarktes 1998 war Tele2 in der deutschen Telekommunikationsbranche aktiv, Sitz der Deutschlandzentrale in Düsseldorf. Bekannt geworden ist das schwedische Unternehmen als Call-by-Call-Anbieter. Bis zum Schluss bot Tele2 in Deutschland folgende Dienstleistungen an:
- Mobilfunktarife im Vodafone-Netz
- Call-by-Call 0 10 13 bei der Telekom Deutschland
- Internet-by-Call (Internetzugang per Einwahl)
- Preselection
- Internet via Funk (auf UMTS-Basis)
- DSL
- Komplettanschlusspaket
- Auskunftsdienst 11898
- Mobilfunkbasierter Internet- und Telefon-Festnetzanschluss (Web & Fon).

2006 gründeten Tele2 und QSC die Netzbetreibergesellschaft Plusnet GmbH & Co. KG, um eine gemeinsame DSL-Konzentrationsnetz-Infrastruktur zu installieren. Bis Ende 2007 war die Erschließung von 2000 Hauptverteilern geplant. Tele2 hielt 32,5 % an Plusnet und QSC 67,5 %. Seit Juni 2007 werden auf dieser Basis von Tele2 Komplettanschlusspakete ohne gebündelten Telekom-Festnetzanschluss angeboten.
Am 23. Dezember 2010 wurde bekannt gegeben, dass sich Tele2 vorzeitig aus der Partnerschaft zurückzieht und QSC die 32,5 % von Tele2 für 36,7 Mio. Euro übernimmt. Im Gegenzug musste Tele2 allerdings 66,2 Mio. Euro an QSC bezahlen, da die geschlossene Vereinbarung der beiden Unternehmen noch bis Ende 2013 Bestand hatte.
Die Deutsche Herzstiftung war von 2009 an kurzzeitig offizieller Charity-Partner von Tele2.
Ende des Jahres 2020 wurde bekannt, dass der Standort im Rahmen eines Management-Buy-out der Muttergesellschaft noch im gleichen Jahr abgekauft wird. Dabei behielt das neue Unternehmen STROTH Telecom GmbH die Rechte zur weiteren Benutzung vom Markennamen. Der Umsatz der deutschen Niederlassung von Tele2 ging im dritten Quartal 2020 im Jahresvergleich um 11 Prozent zurück.
Seit April 2023 bietet das Unternehmen seine Mobilfunkprodukte unter dem Markennamen Amiva an.

### Österreich
Tele2 war seit 1999 am österreichischen Markt tätig. Nach den Übernahmen der UTA Telekom AG 2004 und des Internet Service Providers Silver Server 2011 war Tele2 Österreichs bis Ende 2017 größter alternativer Telekommunikations-Komplettanbieter. Im November 2017 wurde Tele2 Österreich von Hutchison Drei Austria übernommen. Der Kaufpreis betrug 95 Mio. Euro. Bis zur Verschmelzung, die im zweiten Quartal 2018 erfolgte, wurde Tele2 als Tochtergesellschaft von Drei weitergeführt. Im Rahmen eines Rebranding verschwand die Marke vollständig im Land.
Das Produktportfolio umfasste Festnetz-Telefonie, Breitband-Internetservices, Mobilfunkdienste und Datendienste für Klein-, Mittel- und Großunternehmen sowie für internationale Carrierkunden. In der Zentrale in Wien und in den sechs bundesweiten Regionalbüros (St. Florian/OÖ, Wals/Salzburg, Innsbruck/Tirol, Villach/Kärnten, Graz/Steiermark und Dornbirn/Vorarlberg) beschäftigte Tele2 Österreich insgesamt rund 300 Mitarbeiter. Tele2 Dienste waren im Detail:
- Festnetz- und Mobil-Telefonie
- Breitband-Internetservices
- Voice over IP
- (Internationale) Datendienste unter Einsatz von Technologien wie MPLS, VPN, Ethernet und SDH
- Managed Services: z. B. Nebenstellenanlagen, Teleworker-Lösungen, Firewalls etc.
- Housing Services: Ausgelagerte Server-Lösungen, besonders für Klein- und Mittelbetriebe

### Schweiz
In der Schweiz war Tele2 von Oktober 1998 bis Ende 2009 als selbständiges Unternehmen tätig. Nach der Übernahme durch Sunrise Communications wurde Tele2 bis 2011 als Marke weitergeführt.
Das Unternehmen war 2004 der drittgrößte Festnetzanbieter nach Swisscom und Sunrise.
Es wurden folgende Dienstleistungen angeboten:
- Telefongespräche aus dem Festnetz über (Call-by-Call) oder Preselection
- Internetzugang per Einwahl (Dial-Up)
- ADSL-Internetzugang
- Mobilfunk (Prepaid und Vertrag) auf dem eigenen Citynetz sowie über das Mobilnetz von Sunrise (nationales Roaming)

Das eigene Mobilfunknetz von Tele2 war seit Juni 2005 in Betrieb. Es deckte die größten Schweizer Städte (u. a. Zürich, Basel, Genf, Bern, Lausanne und Winterthur) ab.
Im März 2006 hatte Tele2 Schweiz ein direktes Roamingabkommen mit dem Netzbetreiber Sunrise abgeschlossen, wodurch die Kunden von Tele2 das Netz von Sunrise landesweit mitbenutzen konnten. Durch die Umstellung wurden einerseits neue SIM-Karten benötigt, andererseits mussten Bestandskunden in neue Tarifmodelle (kostenlose Gespräche und SMS unter Tele2-Kunden) wechseln. Das frühere Prepaid-Angebot, welches über das Netz von Swisscom Mobile lief, wurde indes eingestellt. Am 29. September 2008 gab Sunrise die Übernahme von Tele2 Schweiz bekannt. Die Marke Tele2, welche in der Schweiz über 491.000 Kunden verfügte, blieb vorerst bestehen, die Mitarbeiter wurden übernommen.
Zum 1. November 2011 hat Sunrise die neue Marke Tele4U eingeführt.
Ende August 2011 hatte Tele2 zuerst per E-Mail und dann über ihre Website alle E-Mail-Kunden informiert, dass am 3. Oktober 2011 alle E-Mailkonten abgeschaltet werden, da die Verhandlungen über die Erhaltung der Konten, mit Tele2 Schweden als Besitzer der Konten, erfolglos waren.

#### Econophone
Am 20. Juli 2005 erwarb Tele2 die Econophone AG, einem 1997 gegründeten Anbieter von Telephonie- und Internet-Anschlüssen sowie Webspace- und Webmail-Diensten. Zu diesem Zeitpunkt war Econophone die Nummer 4 im Schweizer Festnetzmarkt. Econophone wurde nicht in Tele2 integriert, sondern als eigene Marke weitergeführt, auch noch nach der späteren Übernahme durch Sunrise, und erst mit dem Umstellung auf digitalte Telephonie per Ende 2017 aufgegeben.

### Liechtenstein
In Liechtenstein war Tele2 mit seiner Mobilfunkmarke Tango vertreten. Im Juni 2008 wurde es an Belgacom verkauft.

### Luxemburg
In Luxemburg bot Tele2 folgende Dienste an:
- Festnetz über Call-by-Call oder per Preselection,
- Mobilfunk (Tango)
- Internet

Im Juni 2008 wurden Tele2 Luxemburg und Liechtenstein an Belgacom verkauft.

### Russland
Tele2 ging 2003 auf den russischen Markt und wurde 2013 an VTB verkauft. 2014 wurde eine Kooperation mit Rostelekom eingegangen, um einen neuen großen Mobilfunkanbieter am russischen Markt zu etablieren. Die Anteile an Tele2 Russia lagen seitdem zu 55 % bei der VTB-Group und einem Konsortium aus strategischen Investoren und zu 45 % bei Rostelekom.
Im Jahr 2020 wurde Tele2 Russia vollständig von Rostelekom übernommen.

### Ungarn
Die ungarische Tochtergesellschaft Tele2 Hungary mit 490.000 Festnetzkunden wurde im Juli 2007 für 40 Mio. schwedische Kronen an HTCC Hungarian Telephone and Cable Corp verkauft.

### Weitere Ausgliederungen
2007 wurden die belgischen Töchter Tele2 Belgien und Versatel Belgien für 96 Mio. Euro an die niederländische KPN verkauft. Außerdem sollen die Töchterunternehmen in Dänemark, Spanien, Italien, Frankreich und Portugal ebenfalls ausgegliedert werden. Tele2 möchte sich durch diese Schritte mehr auf das Kerngeschäft konzentrieren.

## Kritik

### Kritik an Tele2 in Deutschland
Die Stiftung Warentest stufte Tele2 2006 im Test mit 15 Internetprovidern als nicht empfehlenswert ein, weil in den Allgemeinen Geschäftsbedingungen 18 unwirksame Klauseln zu finden waren. Tele2 betrieb in den Jahren 2006 und 2007 eine aggressive Werbepolitik, auch deshalb wurde Tele2 von den Verbraucherzentralen in Nordrhein-Westfalen und Bayern kritisiert, weil sich Beschwerden von Kunden wegen unerbetener Werbeanrufe häuften. Diese Werbeanrufe hatten in zahlreichen Fällen einen unerwünschten Wechsel des Anbieters zufolge. Laut Verbraucherschützer sei im Jahr 2006 kein anderer Anbieter durch Werbeanrufe so negativ aufgefallen wie Tele2.
Das Landgericht Düsseldorf verurteilte Tele2 Mitte und Ende 2007 in zwei Verfahren auf Grund unerlaubter Telefonakquise zu einem Ordnungsgeld von insgesamt 300.000 Euro. In einem Streitverfahren mit der Verbraucherzentrale Bayern im Herbst 2007 einigte man sich auf 240.000 Euro Strafzahlung.

### Kritik an Tele2 in Russland
Der russische Ableger von Tele2 fiel im August 2017 durch die Suche nach Kunden für eine Werbekampagne auf, in deren Bedingungen sich nebst Verboten u. a. von Staatsflaggen, Pornographie, Drogen und regierungskritischen Botschaften auch ein Verbot für das Zeigen homosexueller Handlungen fand. Damit befolgte Tele2 das in Russland geltende Gesetz, welches „Homo-Propaganda“ verbietet. Kritiker werfen dem Konzern hingegen vor, sich dem Gesetz, das bereits vom Europäischen Gerichtshof für Menschenrechte bemängelt wurde zu beugen. Andere Konzerne wie beispielsweise Apple hatten sich in der Vergangenheit gegen das Gesetz durchgesetzt.